# Pharmacos
Pharmacos (Grieks: φαρμακος) waren mensen uit het Oude Griekenland die fungeerden als zondebokken. Ze zijn vooral bekend uit Athene.
Ze werden gedurende een geruime tijd door de staat onderhouden, maar wanneer de polis door een ramp (bijvoorbeeld een epidemie zoals de pest) werd getroffen, werden ze geofferd om voorspoed af te dwingen. Over de personen van deze groep bestaan meerdere visies. Sommige bronnen beweren dat het mensen waren die als een gevaar voor de maatschappij beschouwd werden, die onrust stookten en dat het meestal de lelijksten, zieksten en zwaksten van de polis waren. Andere visies beweren dat het mensen waren die door hun status als Pharmacos een plaatselijke held werden en door de bevolking op handen werden gedragen.
Wanneer een ramp aanbrak werd de zondebok de polis uitgezet of gedood, op die manier wilde men de zonden van de polis ongedaan maken. Ook werden er jaarlijks Pharmacos' gedood op de Thargelia, een feest ter ere van Apollo in Athene. Dit is vergelijkbaar met de bok (zondebok) die de Joden offeren op Jom Kipoer om hun zonden samen met de bok de wereld uit te helpen. Later verwijst de term Pharmacos ook naar tovenaars, magiërs en magische drankenbrouwers. Vandaar de benaming farmacie.